# Гарлате
Гарлате, Ґарлате (італ. Garlate) — муніципалітет в Італії, у регіоні Ломбардія, провінція Лекко.
Гарлате розташоване на відстані близько 500 км на північний захід від Рима, 45 км на північний схід від Мілана, 6 км на південь від Лекко.
Населення — 2689 осіб (2014).
Щорічний фестиваль відбувається 26 грудня. Покровитель — святий Степан.

## Демографія
Населення за роками:

Станом на 1 січня 2023 року в муніципалітеті офіційно проживало 166 іноземців з 33 країн, серед них 33 громадяни країн Євросоюзу та 1 громадянин України.

## Сусідні муніципалітети
- Гальб'яте
- Лекко
- Ольджинате
- Пескате
- Веркураго